# Lilly Gollackner

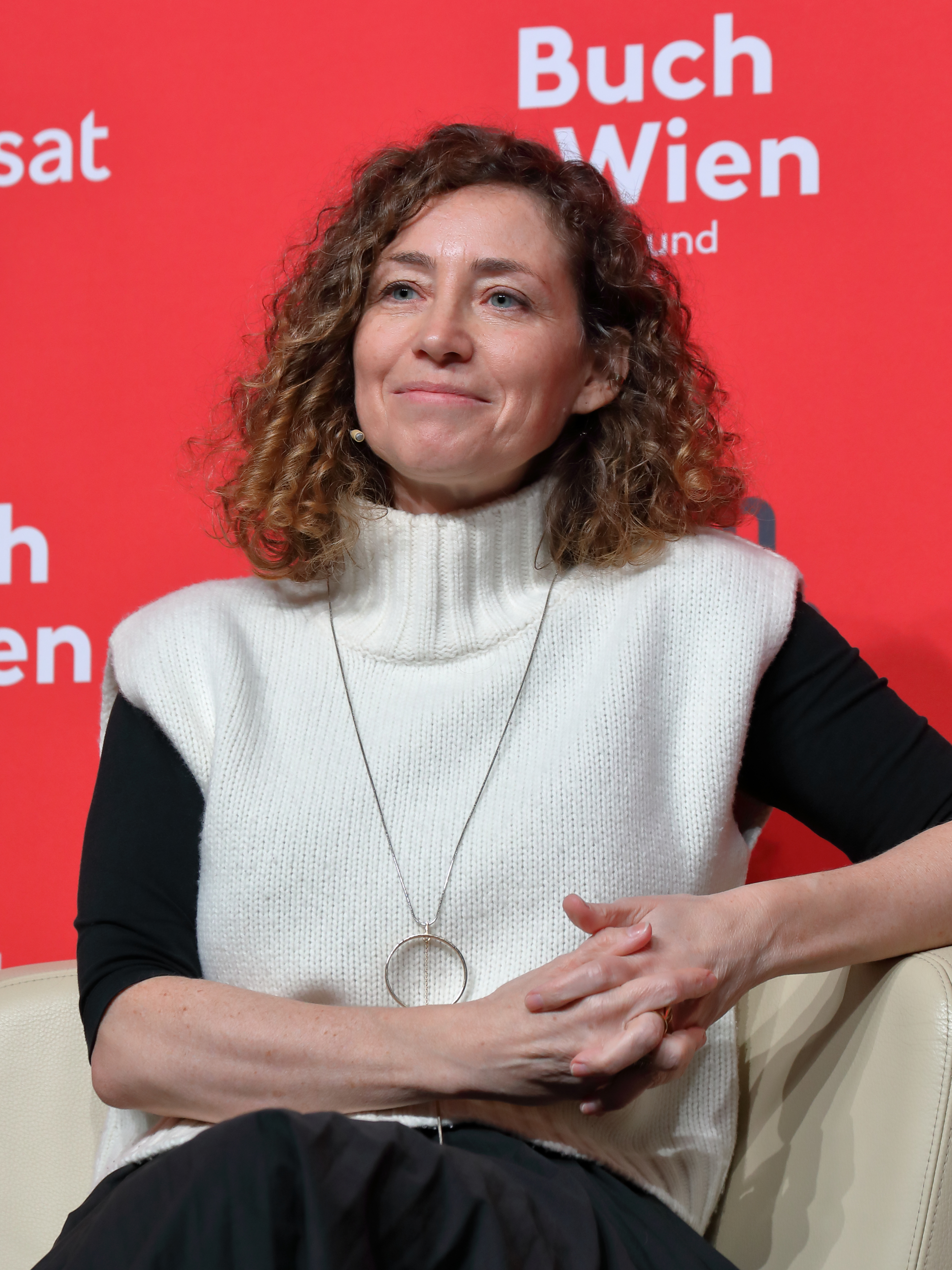
Lilly Gollackner

Lilly (Elisabeth) Gollackner (* 1978) ist eine österreichische Autorin und Entwicklerin von Fernsehformaten.

## Leben
Sie wuchs in Hallwang auf. Nach der Matura studierte Elisabeth Gollackner „MultiMediaArt“ an der Fachhochschule Salzburg. Ihre journalistisches Berufsleben begann sie im Jahr 2000 als Radio- und Onlineredakteurin bei ORF Radio FM4. Im Jahr 2011 wurde sie Chefin vom Dienst, zwei Jahre später wechselte sie mit der Sendungsidee für die ORF-Wahlfahrt zum ORF Fernsehen. Dort entwickelte sie TV-Formate wie „Nationalraten“, „Magazin 1“ oder auch „Mein Wahlometer“. Seit 2023 arbeitet sie als Autorin und Mediencoach. 2024 erschien ihr erster Roman „Die Schattenmacherin“ bei Kremayr & Scheriau. Als Autorin tritt sie seither als Lilly Gollackner in Erscheinung.

## Werk

### Publikationen
- FM4 Wortlaut 08. verspielt, Herausgeberin gemeinsam mit Zita Bereuter, Wien 2008, ISBN 978-3-902373-36-6
- Schluss mit Schuld: Unsere Reise zum Holocaust und zurück, gemeinsam mit Lisa Gadenstätter, Wien 2018, ISBN 978-3-902924-90-2
- Die Schattenmacherin, Wien 2024, ISBN 978-3-218-01424-3

### Fernsehformate
- Wahlfahrt im Rahmen der österreichischen Nationalratswahlen 2013 (ORF 2013)[1]
- Wahlfahrt Europa im Rahmen der EU-Parlamentswahl 2014 (ORF 2014)[2]
- Wahlfahrt – Auf zur Hofburg im Rahmen der österreichischen Bundespräsidenschaftswahlen 2016 (ORF 2016)
- Wahlfahrt – Settele an der Kreuzung (ORF 2017)
- Nationalraten (ORF 2017)[3]
- Magazin 1 (ORF 2019)[4]
- Mein Wahlometer (ORF 2019)[5]
- Wien wählt: Die Hauptstadt-Saga (ORF 2020)[6][7]

### Filmografie
- 2018: „Schluss mit Schuld – Was der Holocaust mit mir zu tun hat“ im Rahmen der Serie „DOKeins“ (Regie)[8]
- 2019: Mein Wahlometer (Regie)[9]
- 2023: Liebe, Glück und Gott – So glaubt Österreich – Dokumentation der ORF Reihe kreuz & quer (Drehbuch)[10]

## Auszeichnungen
- 2013: Journalismuspreis „von unten“ für den Beitrag Fakten: Arm und Reich in Österreich verliehen von Österreichische Armutskonferenz (ORF, ZIB Magazin)[11]
- 2018: Prälat-Leopold-Ungar-JournalistInnenpreis in der Kategorie TV für DOKeins Schluss mit Schuld – Was der Holocaust mit mir zu tun hat gemeinsam mit Lisa Gadenstätter[12]
- 2019: New York Festival Gold World Medal für DOKeins Schluss mit Schuld – Was der Holocaust mit mir zu tun hat in der Kategorie „Best News Documentary/Special“ gemeinsam mit Lisa Gadenstätter[13]